# Henry Howard, IV conte di Effingham
Henry Howard (15 agosto 1866 – 6 maggio 1927) è stato un nobile e politico britannico.

## Biografia
Era figlio di Henry Howard, III conte di Effingham e Victoria Francesca Boyer.
Ebbe il titolo di Lord Howard di Effingham dal 1845 al 1889 quando ereditò la contea di Effingham dal padre.
Fu Deputy Lieutenant del West Riding of Yorkshire ed appartenne politicamente ai Liberali-unionisti.
Non avendo figli, alla sua morte il titolo passò al primo cugino Gordon.